# Vitamin B12
Vitamin B12 je u vodi topljivi vitamin s vrlo važnom ulogom u različitim metaboličkim i sintetskim putevima. Naziv „vitamin B12” općenito se koristi za skupinu sličnih spojeva koji sadrže kobalt. Nedostatak može dovesti do megaloblastične anemije i nekih neuroloških oštećenja.
Osnovu ovog vitamina čini jezgra korina, zbog čega se ova skupina spojeva zovu korinoidi. Jezgru čine 4 reducirana pirolna prstena koji su međusobno povezani dok kobalt čini središte molekule i čvrstom kovalentnom vezom vezan za 4 dušikova atoma. Prisutstvo kobalta je vrlo bitno za biološku aktivnost. 
Spoj sadržava i nukleotidni ostatak (baza, šećer, fosfat). Ovisno o skupini koja je kompleksno vezana na kobalt razlikuju se mnogi derivati (cijanokobalamin, hidroksikobalamin, metilkobalamin, deoksiadenozilkobalamin). 
Glavni „proizvođač” ovog vitamina su mikroorganizmi često u simbiotskom životu s većim organizmom.
Bogati i najdostupniji izvori vitamina B12 obično su morski plodovi ili namirnice bogate mikroorganizmima: riba, mlijeko, fermentirani sirevi, jetra, srce. Meso je često previše siromašan izvor tog vitamina za ljudske potrebe jer se teško apsorbira.
U povrću ga ima vrlo malo zbog mikroorganizama kojih žive na biljci ili korjenju; zato ga nalazimo u maloj količini kod biljoždera koji obično sadrže neznatne nakupine spomenutih mikroorganizama u svom probavnom traktu. 
Preporučene dnevne količine (RDA) za zdravu odraslu osobu su 2 μg, što je količina prisutna u uobičajenoj prehrani.
Obzirom da standardnog testa za nedostatak vitamina B12, izvodi se nekoliko laboratorijskih testova kako bi se utvrdila dijagnoza vezana uz nedostatak istoga. Vrijednost vitamina B12 u serumu je neprikladna zbog toga što se mijenja kasno, a također je relativno neosjetljiva i nespecifična. Metilmalonska kiselina u mokraći ili u krvnoj plazmi se smatra funkcionalnom oznakom vitamina B12 koja postaje očitija kada se iscrpe zalihe vitamina B12. Ipak, povišene razine metilmalonske kiseline mogu upućivati na često previđeni poremećaj metabolizma, kombiniranu malonsku i metilmalonsku aciduriju (CMAMMA). Najranija naznaka nedostatka vitamina B12 su niske razine holotranskobalamina (holoTC), koji je cjelina vitamina B12 i njegove transportne bjelančevine.